# SN 2004ew
SN 2004ew – supernowa typu Ib odkryta 8 października 2004 roku w galaktyce E153-G17. W momencie odkrycia miała maksymalną jasność 17,30m.